# Карл-Гайнц Ірмер
Карл-Гайнц Ірмер (нім. Karl-Heinz Irmer, 22 липня 1903 — 8 листопада 1975) — німецький хокеїст на траві.
Бронзовий призер Олімпійських Ігор 1928 року.